# آيت بوعمر (آيت يعقوب أو عيسى)
آيت بوعمر هو دُوَّار يقع بجماعة تيغسالين، إقليم خنيفرة، جهة بني ملال خنيفرة في المملكة المغربية. ينتمي الدوّار لمشيخة آيت يعقوب أو عيسى التي تضم 21 دوار. يقدر عدد سكانه بـ 58 نسمة حسب الإحصاء الرسمي للسكان والسكنى لسنة 2004.

## وصلات خارجية
- البوابة الوطنية للجماعات الترابية
- المندوبية السامية للتخطيط